# 突貫工事
| ウィキペディアには「突貫工事」という見出しの百科事典記事はありません（タイトルに「突貫工事」を含むページの一覧/「突貫工事」で始まるページの一覧）。 代わりにウィクショナリーのページ「突貫工事」が役に立つかもしれません。 |